# Agrilus betuleti
Agrilus betuleti es una especie de insecto del género Agrilus, familia Buprestidae, orden Coleoptera.
Fue descrita científicamente por Ratzeberg, 1837.